# Косихоеса
Косихоеса (Кокихоеса, правильнее Коси’иоэса, Косийоэса, Косийиоеса, сапотекск. Kosi’ioeza или Guxi Chikoeza, Гуси Чикоеса; ок. 1450—1529) — кокитао (сапотекский правитель) царства Саачила. Имя на сапотекском языке означает «Буря обсидиановых ножей» или «Время обсидиановых ножей», иногда переводится как «Создатель молний». Ацтеки называли его Уискиауитль (Huizquiauitl). Он взошёл на престол в 1487 году, столкнулся с экспансией Тройственной конфедерации ацтеков и построил город Гуйенгола.

## Правление
Геостратегическое значение царства Саачила обусловлено его положением в качестве моста между центральным высокогорьем Анауак и землями майя, расположенными на территории современных штата Чьяпас и Гватемалы, а также его хозяйственной важностью (процветавшие тогда производство соли на побережье, ювелирное дело и изготовление кошенили продолжают оставаться важными отраслями в регионе, хотя и с меньшим экономическим влиянием, чем в прошлом). Стремление внешних сил контролировать её привело Саачилу под влияние ацтеков.
Перед лицом угрозы со стороны ацтеков в 1494 году Гуси Чикоеса приказал истребить находившихся на его территории торговцев-почтека по подозрению в шпионаже. Ацтекский тлатоани Ауисотль воспринял эти убийства как casus belli, и в 1497 году началась война. Первым подвергся нападению и разрушению город сапотеков Уашьакак, затем Митла. Военная кампания распространилась через перешеек Теуантепек и достигла Соконуско. Это привело к тому, что Гуси Чикоеса предложил союз миштекскому царю Дзауинданде. Последний этот союз принял и предоставил 24 тысяч воинов, которые присоединились к 36-тысячной армии Саачилы. Вместе им удалось изгнать ацтеков.
В 1497 году Ауисотль снова напал на союзные царства сапотеков и миштеков и отправил командующего армией Тлакатеката к сапотекскому бастиону, представлявшему собой Гуйенголу. Осада города длилась 7 месяцев. Затем Ауисотль предложил Косихоесе мирный договор, в который он включил руку своей дочери, принцессы Шилабелы. От этого союза родились принцы Косииопии II и Пинопиа. Ацтеки также получили право разместить небольшой гарнизон в долине Оахака и получать «в знак вежливости» дань ежегодно. Однако фактически сапотеки сохранили независимость и расширили свои владения с помощью ацтеков.
После смерти Косиоэса был похоронен в месте захоронения правителей сапотеков в городе Саачила, столице одноимённого царства.

## Три Косихоесы
Впоследствии при попытке реконструировать сапотекскую историю сложилась путаница относительно трёх царей сапотеков, которые носили одно и то же имя Косихоеса, хотя эти личности жили в разное время и в разных местах. Монах Франсиско де Бургоа в XVII веке смешал этих монархов в одной истории, которая в XIX веке была популяризирована Мануэлем Мартинесом Грасидой в его романе «Король Косихоеса и его семья» (El rey Cosijoeza y su familia). Первый Косихоеса правил Саачилой во второй половине XIV века и совершил первое вторжение на перешеек Теуантепек около 1370 года. Второй Косихоеса, потомок первого, правил на Теуантепека в середине XV века и столкнулся с ацтеками. Третий Косихоеса правил Саачилой в начале XVI века и успел поприветствовать испанцев в годы конкисты. Этот последний был крещён под именем Дон Карлос.